# درباره زمان
دربارهٔ زمان (انگلیسی: About Time) (کره ای: 멈추고 싶은 순간: 어바웃타임) یک مجموعه تلویزیونی عاشقانه فانتزی ساخت کره جنوبی در سال ۲۰۱۸ با بازی لی سانگ یون و لی سونگ-کیونگ است که از ۲۱ مه تا ۱۰ ژوئیه ۲۰۱۸ در روزهای دوشنبه و سه شنبه از tvN در ساعت ۲۱:۳۰ به وقت سئول پخش شد.

## خلاصه داستان
چوی میکائیلا (لی سونگ-کیونگ) یک هنرمند مشتاق است که توانایی ویژه‌ای برای دیدن طول عمر افراد دارد. یک روز، در حالی که او در حال رفتن به یک تست بازیگری است، در یک تصادف رانندگی جزئی درگیر می‌شود و با لی دوها (لی سانگ یون)، فرزند یک چبول و رئیس بنیاد فرهنگی و سرگرمی ام‌کِی، آشنا می‌شود. پس از کشف غیرمنتظره‌ای که ساعت زندگی او هر زمان که با او باشد متوقف می شود، تصمیم می گیرد به هر قیمتی او را نزدیک خود نگه دارد. با شروع عاشقی این دو، همه چیز به سمت جالب و دردناکی پیش می‌رود.

## تولید
- اولین دورخوانی فیلمنامه در فوریه ۲۰۱۸ برگزار شد.[۴]
- لی سئو-وون که قرار بود نقش مکمل چو جائه یو را بازی کند، پیش از پخش به دلیل مطرح شدن اتهامات مجرمانه اذیت و آزار و ارعاب جنسی از کار کنار گذاشته شد[۵][۶][۷][۸] و کیم دونگ-جون جایگزین وی شد.[۹][۱۰]